# Helichrysum coriaceum
Helichrysum coriaceum là một loài thực vật có hoa trong họ Cúc. Loài này được (DC.) Harv. mô tả khoa học đầu tiên năm 1865.